# The Rentals

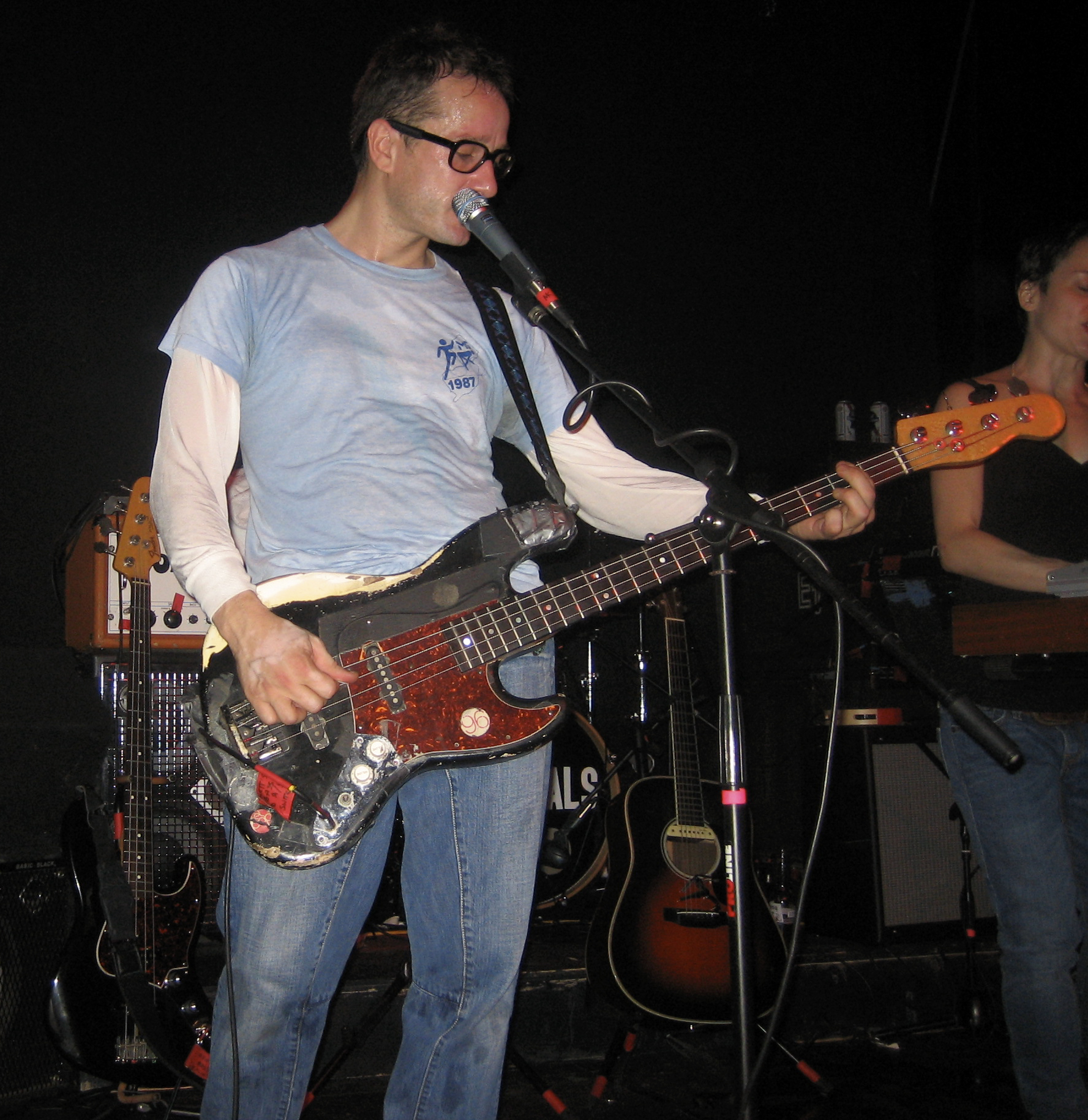
Matt Sharp tijdens een optreden van The Rentals in 2007

The Rentals is een Amerikaanse rockband. De band is opgericht in 1995 door Matt Sharp, voormalig bassist van Weezer. De band heeft gedurende zijn bestaan veel wisselingen van de bezetting doorgemaakt. Sharp is de enige constante factor geweest. Anno 2019 bestaat de band naast Sharp uit Nick Zinner (Yeah Yeah Yeahs) en Ronnie Vannucci Jr. (The Killers).

## Geschiedenis
In 1995 verscheen het debuutalbum Return of The Rentals. De single Friends of P. bereikte #7 in de Modern Rock Tracks en #82 in de Billboard Hot 100. In 1999 volgde het album Seven more minutes en drie minialbums die deel uitmaakten van een multimediaproject. Na een wereldtournee werd de band in hetzelfde jaar opgeheven. In 2005 kwamen de leden weer bij elkaar. In 2014 werd het album Lost in Alphaville uitgebracht.

## Discografie

### Albums
- Return of The Rentals, 1995
- Seven more minutes, 1999
- Resilience - A benefit album for the relief effort in Japan, 2011
- Lost in Alphaville, 2014

### Ep's
- The last little life ep, 2007
- Songs about time: The story of a thousand seasons past, 2009
- Songs about time: It's time to come home, 2009
- Songs about time: The future, 2009

### Singles
- Friends of P., 1995
- Waiting, 1995
- Getting by, 1995
- 1000 seasons, 2014
- Elon Musk is making me sad, 2017

## Filmografie
- Films about weeks, 2010